# ماميثا حلبية
المامِيثَا الحلبية نوع نباتي يتبع جنس الماميثا من الفصيلة الخشخاشية.

## البيئة والانتشار
ينتشر في المشرق العربي.